# জ̤
Cette page contient des caractères spéciaux ou non latins. S’ils s’affichent mal (▯, ?, etc.), consultez la page d’aide Unicode.
জ̤, appelé za ou zha et transcrit z ou zh, est une consonne de l’alphasyllabaire bengali utilisée dans certains ouvrages linguistiques bengalis ou par certains auteurs bengalis. Elle est formée d’un ja ‹ জ › avec un deux points souscrits.

## Utilisation
En bengali, ‹ জ̤ › est parfois utilisée dans la transcription de mots étrangers.
Dans plusieurs ouvrages, elle représente une consonne fricative palato-alvéolaire voisée [ʒ], par exemple dans la traduction de Docteur Jivago en bengali par Minakshi Datta (en) et Manabendra Bandyopadhyay publiée en 1960, dans la traduction de poèmes de Charles Baudelaire par Buddhadeb Bosu (en) publiée en 1961 ou encore dans le dictionnaire anglais-bengali de l’Académie bengalie.
Elle a aussi été utilisée pour représenter une consonne fricative alvéolaire voisée [z] notamment dans le dictionnaire de John Mendies de 1876. Cette consonne [z] est transcrite avec za ‹ জ় › dans le dictionnaire anglais-bengali de l’Académie bengalie.

## Représentations informatiques
| formes | représentations | chaînes de caractères | points de code       | descriptions                                                          |
| ------ | --------------- | --------------------- | -------------------- | --------------------------------------------------------------------- |
| pleine | জ̤               | জ̤                     | U+099C U+09BC        | lettre bengali ja, diacritique tréma souscrit                         |
| morte  | জ্̤               | জ◌্̤                    | U+099C U+0324 U+09CD | lettre bengali ja, diacritique tréma souscrit, symbole bengali virama |